# Cmentarz żydowski w Ząbkowicach Śląskich
Cmentarz żydowski w Ząbkowicach Śląskich – kirkut mieścił się przy ulicy Wrocławskiej. Cmentarz został zlikwidowany w latach 60. XX w., w trakcie budowy osiedla mieszkaniowego XX-lecia. Obecnie nie ma na nim nagrobków. Na dawnym kirkucie znajduje się miejski skwer. Zachowany teren po cmentarzu ma powierzchnię 0,111 ha.